# Superman (pel·lícula de 2025)
Superman és una pel·lícula de superherois estatunidenca de 2025 basada en DC Comics i protagonitzada pel personatge del mateix nom. Produïda per DC Studios i distribuïda per Warner Bros. Pictures, serà la primera pel·lícula de l'Univers DC (DCU) i un reinici de la sèrie de pel·lícules de Superman. La pel·lícula està escrita i dirigida per James Gunn i protagonitzada per David Corenswet com a Clark Kent / Superman, juntament amb els actors Rachel Brosnahan, Isabela Merced, Edi Gathegi, Nathan Fillion, Anthony Carrigan, Maria Gabriela de Faria, Sara Sampaio, Skyler Gisondo, Nicholas Hoult, Terence Rosemore, Wendell Pierce, Pruitt Taylor Vince, Neva Howell, Beck Bennett i Christopher McDonald. La pel·lícula s'inspira específicament en el còmic All-Star Superman (2005-2008) de Grant Morrison i Frank Quitely, entre d'altres.
El cineasta Gunn va començar a treballar a la pel·lícula a l'agost de 2022; a l'octubre va esdevenir codirector executiu de DC Studios juntament amb el productor Peter Safran; al desembre es va revelar públicament que estava escrivint el guió i el mes de març del 2023 es va confirmar que Gunn dirigirà el llargmetratge. El títol inicial Superman: Legacy es va anunciar el gener de 2023, però el subtítol Legacy es va eliminar a finals de febrer de 2024. Els personatges protagonistes de Corenswet i Brosnahan com Superman i Lois Lane van ser revelats al juny de 2023 i al desembre es va anunciar a Nicholas Hoult com Lex Luthor, el personatge malvat principal de la pel·lícula.
El rodatge es va iniciar el març del 2024 a Svalbard, Noruega fins al mes d'agost, filmant principalment als Trilith Studios a Atlanta, i a altres llocs com Macon a Geòrgia, així com a les ciutats de Cleveland i Cincinnati, de l'estat d'Ohio.
Superman es va estrenar a cinemes als Estats Units l'11 de juliol de 2025. Forma part del Capítol U: Déus i Monstres de l'Univers DC (DCU).

## Elenc
| Actor                   | Personatge DCU                       |
| ----------------------- | ------------------------------------ |
| David Corenswet         | Clark Kent / Superman                |
| Rachel Brosnahan        | Lois Lane                            |
| Nicholas Hoult          | Lex Luthor                           |
| Sara Sampaio            | Eve Teschmacher, assistent de Luthor |
| Terence Rosemore        | Otis, sequaç de Luthor               |
| Skyler Gisondo          | Jimmy Olsen, fotògraf                |
| Wendell Pierce          | Perry White, redactor en cap         |
| Beck Bennett            | Steve Lombard, reporter              |
| Mikaela Hoover          | Cat Grant, reportera                 |
| Christopher McDonald    | Ron Troupe, reporter                 |
| Isabela Merced          | Kendra Saunders / Hawkgirl           |
| Edi Gathegi             | Michael Holt / Mister Terrific       |
| Anthony Carrigan        | Rex Mason / Metamorfo                |
| María Gabriela de Faría | Angela Spica / L'enginyera           |
| Frank Grillo            | Rick Flag Sr., soldat                |
| Sean Gunn               | Maxwell Lord, empresari              |
| Pruitt Taylor Vince     | Jonathan Kent, pare adoptiu de Clark |
| Neva Howell             | Martha Kent, mare adoptiva de Clark  |

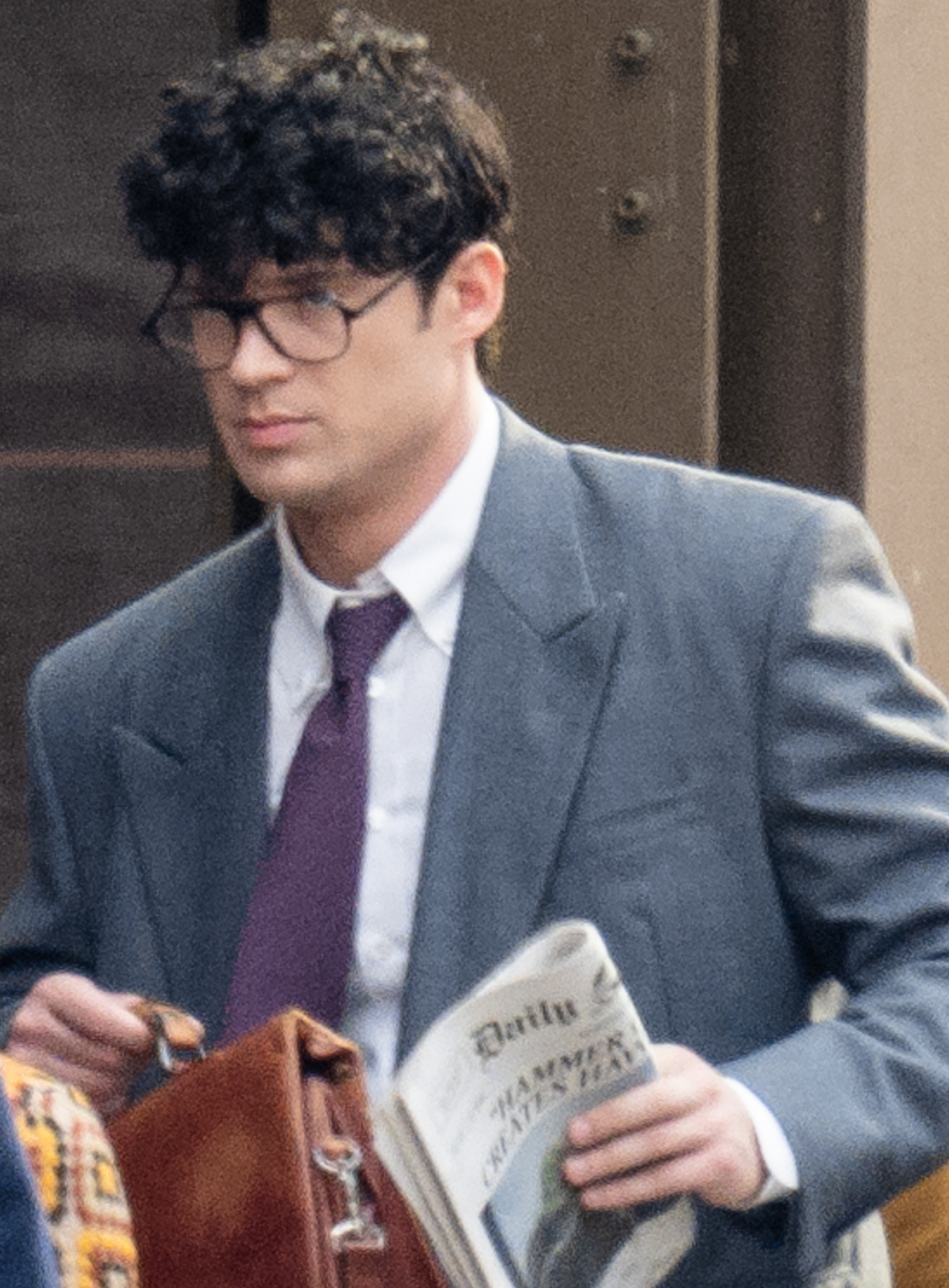
David Corenswet és Clark Kent.
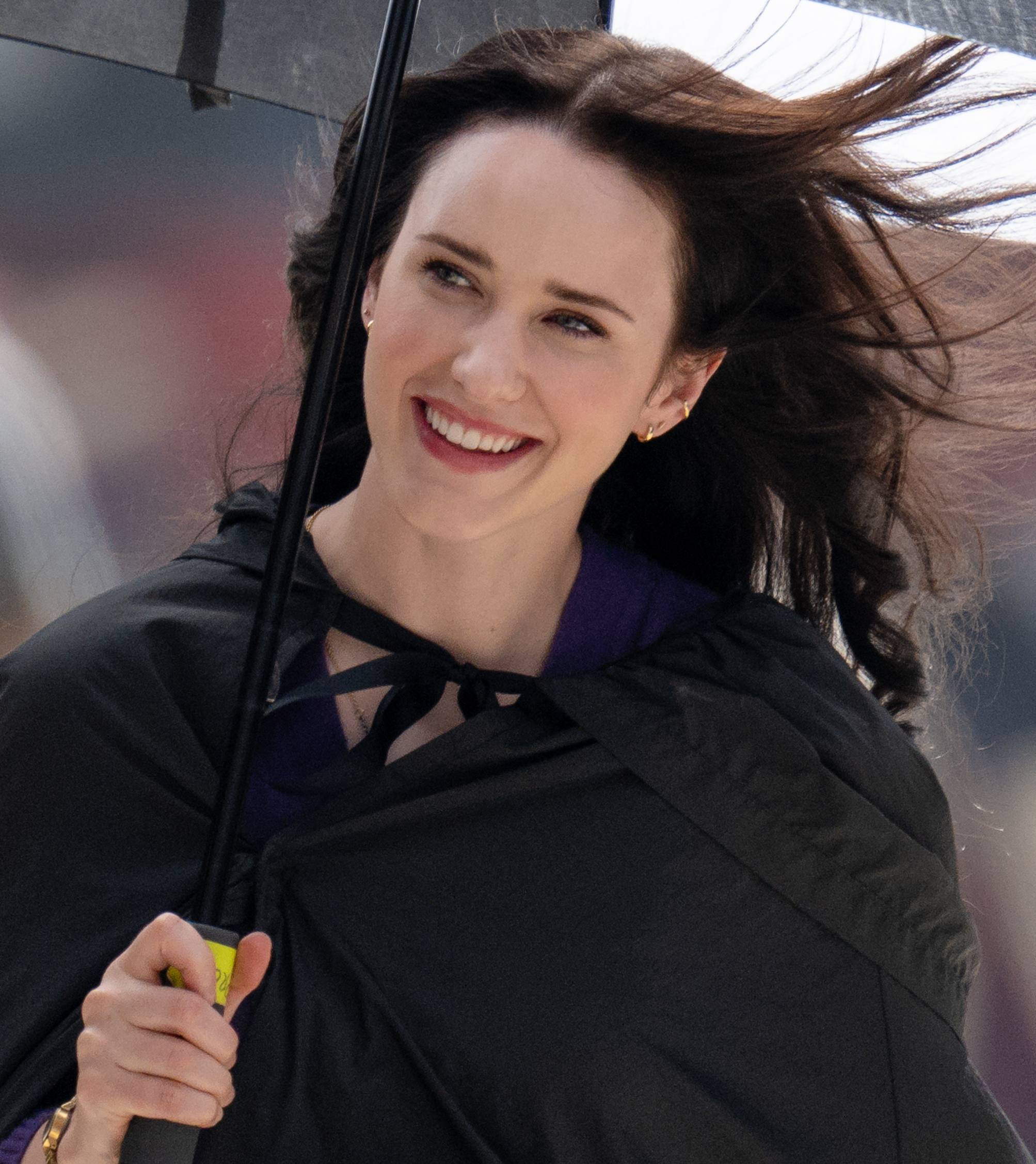
Rachel Brosnahan és Lois Lane.
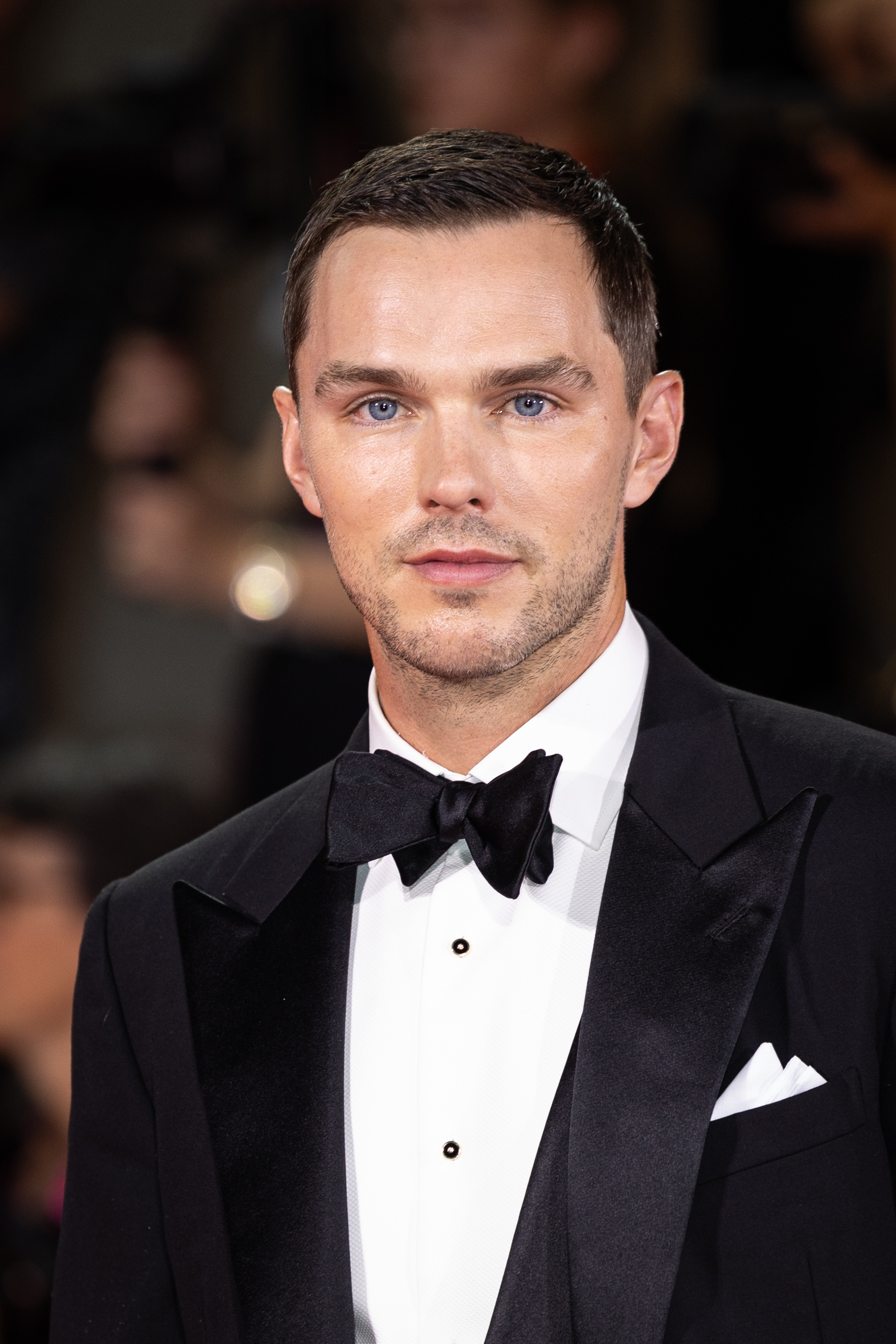
Nicholas Hoult és Lex Luthor.